# Eastbourne (circonscription du Parlement britannique)
Circonscription parlementaire de la Chambre des communes
La circonscription d'Eastbourne est une circonscription parlementaire britannique. Située dans l'East Sussex, elle comprend l'intégralité du borough d'Eastbourne.
Créée en 1885 à partir de l'ancienne circonscription d'East Sussex, elle est représentée à la Chambre des communes du Parlement britannique.

## Members of Parliament
| Élection | Élection                | Membre              | Membre             | Parti              |
| -------- | ----------------------- | ------------------- | ------------------ | ------------------ |
|          | 1885                    | Edward Field        |                    | Conservateur       |
|          | 1900                    | Sir Lindsay Hogg    |                    | Conservateur       |
|          | 1906                    | Hubert Beaumont     |                    | Libéral            |
|          | Jan 1910                | Rupert Gwynne       |                    | Conservateur       |
|          | 1924                    | Sir George Lloyd    |                    | Conservateur       |
|          | Élection partielle 1925 | Sir Reginald Hall   |                    | Conservateur       |
|          | 1929                    | Edward Marjoribanks |                    | Conservateur       |
|          | Élection partielle 1932 | John Slater         |                    | Conservateur       |
|          | Élection partielle 1935 | Sir Charles Taylor  |                    | Conservateur       |
|          | Fév 1974                | Ian Gow             |                    | Conservateur       |
|          | Élection partielle 1990 | David Bellotti      |                    | Libéral Démocrates |
|          | 1992                    | Nigel Waterson      |                    | Conservateur       |
|          | 2010                    | Stephen Lloyd       |                    | Libéral Démocrates |
|          | 2015                    | Caroline Ansell     |                    | Conservateur       |
|          | 2017                    | Stephen Lloyd       |                    | Libéral Démocrates |
|          | 2018                    | Stephen Lloyd       | Indépendant        |                    |
|          | 2019                    | Stephen Lloyd       | Libéral Démocrates |                    |
|          | 2019                    | Caroline Ansell     |                    | Conservateur       |

## Élections

### Élections dans les années 2010
| Parti         | Parti                                        | Candidat                                     | Voix   | %    | ±   |
| ------------- | -------------------------------------------- | -------------------------------------------- | ------ | ---- | --- |
|               | Conservateur                                 | Caroline Ansell                              | 26,951 | 48,9 | 4.8 |
|               | Libéral Démocrate                            | Stephen Lloyd                                | 22,620 | 41,0 | 5.9 |
|               | Travailliste                                 | Jake Lambert                                 | 3,848  | 7,0  | 1.1 |
|               | Brexit                                       | Stephen Gander                               | 1,530  | 2,8  | New |
|               | Indépendant                                  | Ken Pollock                                  | 185    | 0,3  | New |
| Majorité      | Majorité                                     | Majorité                                     | 4,331  | 7,9  | N/A |
| Participation | Participation                                | Participation                                | 55,134 | 69,5 | 3.4 |
|               | Conservateur vainqueur sur Libéral Démocrate | Conservateur vainqueur sur Libéral Démocrate | Swing  | 5.3  |     |

| Parti         | Parti                                        | Candidat                                     | Voix   | %    | ±   |
| ------------- | -------------------------------------------- | -------------------------------------------- | ------ | ---- | --- |
|               | Libéral Démocrate                            | Stephen Lloyd                                | 26,924 | 46,9 | 8.7 |
|               | Conservateur                                 | Caroline Ansell                              | 25,315 | 44,1 | 4.5 |
|               | Travailliste                                 | Jake Lambert                                 | 4,671  | 8,1  | 0.3 |
|               | Green                                        | Alex Hough                                   | 510    | 0,9  | 1.7 |
| Majorité      | Majorité                                     | Majorité                                     | 1,609  | 2,8  | N/A |
| Participation | Participation                                | Participation                                | 57,420 | 72,9 | 5.3 |
|               | Libéral Démocrate vainqueur sur Conservateur | Libéral Démocrate vainqueur sur Conservateur | Swing  | 2.1  |     |

| Parti         | Parti                                        | Candidat                                     | Voix   | %    | ±   |
| ------------- | -------------------------------------------- | -------------------------------------------- | ------ | ---- | --- |
|               | Conservateur                                 | Caroline Ansell                              | 20,934 | 39,6 | 1.1 |
|               | Libéral Démocrate                            | Stephen Lloyd                                | 20,201 | 38,2 | 9.1 |
|               | UKIP                                         | Nigel Jones                                  | 6,139  | 11,6 | 9.1 |
|               | Travailliste                                 | Jake Lambert                                 | 4,143  | 7,8  | 3.0 |
|               | Green                                        | Andrew Durling                               | 1,351  | 2,6  | N/A |
|               | Indépendant                                  | Paul Howard                                  | 139    | 0,3  | N/A |
| Majorité      | Majorité                                     | Majorité                                     | 733    | 1,4  | N/A |
| Participation | Participation                                | Participation                                | 52,907 | 67,6 | 0.6 |
|               | Conservateur vainqueur sur Libéral Démocrate | Conservateur vainqueur sur Libéral Démocrate | Swing  | 4.0  |     |

| Parti         | Parti                                        | Candidat                                     | Voix   | %    | ±   |
| ------------- | -------------------------------------------- | -------------------------------------------- | ------ | ---- | --- |
|               | Libéral Démocrate                            | Stephen Lloyd                                | 24,658 | 47,3 | 5.6 |
|               | Conservateur                                 | Nigel Waterson                               | 21,223 | 40,7 | 2.3 |
|               | Travailliste                                 | Dave Brinson                                 | 2,497  | 4,8  | 6.0 |
|               | Indépendant                                  | Stephen Shing                                | 1,327  | 2,5  | N/A |
|               | UKIP                                         | Roger Needham                                | 1,305  | 2,5  | 0.0 |
|               | BNP                                          | Colin Poulter                                | 939    | 1,8  | N/A |
|               | Indépendant                                  | Michael Baldry                               | 101    | 0,2  | N/A |
|               | Indépendant                                  | Keith Gell                                   | 74     | 0,1  | N/A |
| Majorité      | Majorité                                     | Majorité                                     | 3,435  | 6,6  |     |
| Participation | Participation                                | Participation                                | 52,124 | 67,0 | 3.8 |
|               | Libéral Démocrate vainqueur sur Conservateur | Libéral Démocrate vainqueur sur Conservateur | Swing  | 4.0  |     |

### Élections dans les années 2000
| Parti         | Parti                | Candidat             | Voix   | %    | ±    |
| ------------- | -------------------- | -------------------- | ------ | ---- | ---- |
|               | Conservateur         | Nigel Waterson       | 21,033 | 43,5 | −0.6 |
|               | Libéral Démocrate    | Stephen Lloyd        | 19,909 | 41,1 | +1.8 |
|               | Travailliste         | Andrew Jones         | 5,268  | 10,9 | −2.4 |
|               | UKIP                 | Andrew Meggs         | 1,233  | 2,5  | +0.5 |
|               | Green                | Clive Gross          | 949    | 2,0  | N/A  |
| Majorité      | Majorité             | Majorité             | 1,124  | 2,4  | -2.4 |
| Participation | Participation        | Participation        | 48,392 | 64,8 | +5.2 |
|               | Conservateur retenir | Conservateur retenir | Swing  | -1.2 |      |

| Parti         | Parti                | Candidat             | Voix   | %    | ±     |
| ------------- | -------------------- | -------------------- | ------ | ---- | ----- |
|               | Conservateur         | Nigel Waterson       | 19,738 | 44,1 | +2.0  |
|               | Libéral Démocrate    | Chris Berry          | 17,584 | 39,3 | +0.9  |
|               | Travailliste         | Gillian Roles        | 5,967  | 13,3 | +0.8  |
|               | UKIP                 | Barry Jones          | 907    | 2,0  | +1.5  |
|               | Libéral              | Theresia Williamson  | 574    | 1,3  | −0.1  |
| Majorité      | Majorité             | Majorité             | 2,154  | 4,8  | +1.0  |
| Participation | Participation        | Participation        | 44,770 | 59,6 | −13.2 |
|               | Conservateur retenir | Conservateur retenir | Swing  | +1.5 |       |

### Élections dans les années 1990
| Parti         | Parti                | Candidat             | Voix   | %    | ±     |
| ------------- | -------------------- | -------------------- | ------ | ---- | ----- |
|               | Conservateur         | Nigel Waterson       | 22,183 | 42,1 | −10.9 |
|               | Libéral Démocrate    | Chris Berry          | 20,189 | 38,3 | −2.9  |
|               | Travailliste         | David Lines          | 6,576  | 12,5 | +7.8  |
|               | Référendum           | Trevor Lowe          | 2,724  | 5,2  | N/A   |
|               | Libéral              | Theresia Williamson  | 741    | 1,4  |       |
|               | Natural Law          | John Dawkins         | 254    | 0,5  | N/A   |
| Majorité      | Majorité             | Majorité             | 1,994  | 3,8  | -5.1  |
| Participation | Participation        | Participation        | 52,667 | 72,8 | -8.1  |
|               | Conservateur retenir | Conservateur retenir | Swing  | -6.9 |       |

Cette circonscription a subi des changements de limites entre les élections générales de 1992 et 1997 et, par conséquent, la variation de la part des voix est basée sur un calcul théorique.
| Parti         | Parti                | Candidat             | Voix   | %     | ±     |
| ------------- | -------------------- | -------------------- | ------ | ----- | ----- |
|               | Conservateur         | Nigel Waterson       | 31,792 | 51,6  | −8.3  |
|               | Libéral Démocrate    | David Bellotti       | 26,311 | 42,7  | +13.0 |
|               | Travailliste         | Ivan A. Gibbons      | 2,834  | 4,6   | −4.2  |
|               | Green                | David Aherne         | 391    | 0,6   | −0.9  |
|               | Libéral              | MT Williamson        | 296    | 0,5   | −29.3 |
| Majorité      | Majorité             | Majorité             | 5,481  | 8,9   | −21.3 |
| Participation | Participation        | Participation        | 61,624 | 80,9  | +5.3  |
|               | Conservateur retenir | Conservateur retenir | Swing  | −10.7 |       |

| Parti         | Parti                                        | Candidat                                     | Voix   | %     | ±     |
| ------------- | -------------------------------------------- | -------------------------------------------- | ------ | ----- | ----- |
|               | Libéral Démocrate                            | David Bellotti                               | 23,415 | 50,8  | +21.1 |
|               | Conservateur                                 | Richard Hickmet                              | 18,865 | 41,0  | -18.9 |
|               | Travailliste                                 | Charlotte Atkins                             | 2,308  | 5,0   | -3.8  |
|               | Green                                        | David Aherne                                 | 553    | 1,2   | -0.4  |
|               | Libéral                                      | Theresia Williamson                          | 526    | 1,1   | N/A   |
|               | Corrective Party                             | Lady Whiplash                                | 216    | 0,5   | N/A   |
|               | National Front                               | John McAuley                                 | 154    | 0,3   | N/A   |
|               | Ironside Party                               | Eric Page                                    | 35     | 0,1   | N/A   |
| Majorité      | Majorité                                     | Majorité                                     | 4,550  | 9,8   | N/A   |
| Participation | Participation                                | Participation                                | 46,072 | 60,7  | -14.9 |
|               | Libéral Démocrate vainqueur sur Conservateur | Libéral Démocrate vainqueur sur Conservateur | Swing  | +20.0 |       |

### Élections dans les années 1980
| Parti         | Parti                | Candidat             | Voix   | %    | ±    |
| ------------- | -------------------- | -------------------- | ------ | ---- | ---- |
|               | Conservateur         | Ian Gow              | 33,587 | 59,9 | +0.8 |
|               | Liberal              | Peter Driver         | 16,664 | 29,7 | -4.1 |
|               | Travailliste         | Ash Patel            | 4,928  | 8,8  | +1.7 |
|               | Green                | Ruth Addison         | 867    | 1,6  | N/A  |
| Majorité      | Majorité             | Majorité             | 16,923 | 30,2 | +4.9 |
| Participation | Participation        | Participation        | 56,046 | 75,6 | +2.6 |
|               | Conservateur retenir | Conservateur retenir | Swing  | +2.5 |      |

| Parti         | Parti                | Candidat             | Voix   | %    | ±     |
| ------------- | -------------------- | -------------------- | ------ | ---- | ----- |
|               | Conservateur         | Ian Gow              | 31,501 | 59,1 | -3.9  |
|               | Liberal              | Peter Driver         | 18,015 | 33,8 | +15.0 |
|               | Travailliste         | Charles Clark        | 3,790  | 7,1  | -10.1 |
| Majorité      | Majorité             | Majorité             | 13,486 | 25,3 | -18.9 |
| Participation | Participation        | Participation        | 53,306 | 73,0 | -3.7  |
|               | Conservateur retenir | Conservateur retenir | Swing  | -9.5 |       |

### Élections dans les années 1970
| Parti         | Parti                | Candidat             | Voix   | %     | ±    |
| ------------- | -------------------- | -------------------- | ------ | ----- | ---- |
|               | Conservateur         | Ian Gow              | 37,168 | 63,1  | +8.4 |
|               | Liberal              | David Bellotti       | 11,084 | 18,8  | -7.1 |
|               | Travailliste         | Len Caine            | 10,166 | 17,2  | -2.3 |
|               | National Front       | C Mitchell           | 533    | 0,9   | N/A  |
| Majorité      | Majorité             | Majorité             | 26,084 | 44,25 |      |
| Participation | Participation        | Participation        | 58,951 | 76,68 |      |
|               | Conservateur retenir | Conservateur retenir | Swing  | +7.8  |      |

| Parti         | Parti                | Candidat             | Voix   | %     | ±     |
| ------------- | -------------------- | -------------------- | ------ | ----- | ----- |
|               | Conservateur         | Ian Gow              | 30,442 | 54,7  | +3.6  |
|               | Liberal              | Gurth Hoyer-Millar   | 14,417 | 25,9  | -13.2 |
|               | Travailliste         | Len Caine            | 10,830 | 19,5  | +9.9  |
| Majorité      | Majorité             | Majorité             | 16,025 | 28,78 |       |
| Participation | Participation        | Participation        | 55,689 | 74,55 |       |
|               | Conservateur retenir | Conservateur retenir | Swing  | +8.4  |       |

| Parti         | Parti                | Candidat             | Voix   | %     | ± |
| ------------- | -------------------- | -------------------- | ------ | ----- | - |
|               | Conservateur         | Ian Gow              | 31,462 | 51,3  | ' |
|               | Liberal              | Stephen Terrell      | 23,987 | 39,1  |   |
|               | Travailliste         | David Dawson         | 5,874  | 9,6   |   |
| Majorité      | Majorité             | Majorité             | 7,475  | 12,19 |   |
| Participation | Participation        | Participation        | 61,323 | 82,60 |   |
|               | Conservateur retenir | Conservateur retenir | Swing  |       |   |

| Parti         | Parti                | Candidat             | Voix   | %     | ± |
| ------------- | -------------------- | -------------------- | ------ | ----- | - |
|               | Conservateur         | Charles Taylor       | 30,296 | 48,8  | ' |
|               | Liberal              | Stephen Terrell      | 23,308 | 37,6  |   |
|               | Travailliste         | Cyril George Abley   | 8,475  | 13,7  |   |
| Majorité      | Majorité             | Majorité             | 6,988  | 11,26 |   |
| Participation | Participation        | Participation        | 62,079 | 73,67 |   |
|               | Conservateur retenir | Conservateur retenir | Swing  | -     |   |

### Élections dans les années 1960
| Parti         | Parti                | Candidat             | Voix   | %     | ± |
| ------------- | -------------------- | -------------------- | ------ | ----- | - |
|               | Conservateur         | Charles Taylor       | 26,039 | 46,26 | ' |
|               | Liberal              | Stephen Terrell      | 16,746 | 29,75 |   |
|               | Travailliste         | John Harold High     | 12,620 | 22,42 |   |
|               | Indépendant          | Vernon Hubert Petty  | 883    | 1,57  |   |
| Majorité      | Majorité             | Majorité             | 9,293  | 16,51 |   |
| Participation | Participation        | Participation        | 56,288 | 77,24 |   |
|               | Conservateur retenir | Conservateur retenir | Swing  |       |   |

| Parti         | Parti                | Candidat             | Voix   | %     | ± |
| ------------- | -------------------- | -------------------- | ------ | ----- | - |
|               | Conservateur         | Charles Taylor       | 26,410 | 49,01 | ' |
|               | Liberal              | Stephen Terrell      | 15,441 | 28,66 |   |
|               | Travailliste Co-op   | Joan E. M. Baker     | 12,034 | 22,33 |   |
| Majorité      | Majorité             | Majorité             | 10,969 | 20,36 |   |
| Participation | Participation        | Participation        | 53,885 | 76,70 |   |
|               | Conservateur retenir | Conservateur retenir | Swing  |       |   |

### Élections dans les années 1950
| Parti         | Parti                | Candidat              | Voix   | %     | ± |
| ------------- | -------------------- | --------------------- | ------ | ----- | - |
|               | Conservateur         | Charles Taylor        | 27,874 | 57,28 | ' |
|               | Travailliste         | Anthony Albert Dumont | 11,837 | 24,32 |   |
|               | Liberal              | Ronald Gardner-Thorpe | 8,955  | 18,40 |   |
| Majorité      | Majorité             | Majorité              | 16,037 | 32,95 |   |
| Participation | Participation        | Participation         | 48,666 | 77,28 |   |
|               | Conservateur retenir | Conservateur retenir  | Swing  |       |   |

| Parti         | Parti                | Candidat             | Voix   | %     | ± |
| ------------- | -------------------- | -------------------- | ------ | ----- | - |
|               | Conservateur         | Charles Taylor       | 29,779 | 65,68 | ' |
|               | Travailliste         | John A. Lewis        | 15,561 | 34,32 |   |
| Majorité      | Majorité             | Majorité             | 14,218 | 31,36 |   |
| Participation | Participation        | Participation        |        | 75,81 |   |
|               | Conservateur retenir | Conservateur retenir | Swing  |       |   |

| Parti         | Parti                | Candidat             | Voix   | %     | ± |
| ------------- | -------------------- | -------------------- | ------ | ----- | - |
|               | Conservateur         | Charles Taylor       | 39,278 | 67,15 | ' |
|               | Travailliste         | Christopher Attlee   | 19,217 | 32,85 |   |
| Majorité      | Majorité             | Majorité             | 20,061 | 34,30 |   |
| Participation | Participation        | Participation        |        | 81,93 |   |
|               | Conservateur retenir | Conservateur retenir | Swing  |       |   |

| Parti         | Parti                | Candidat             | Voix   | %     | ± |
| ------------- | -------------------- | -------------------- | ------ | ----- | - |
|               | Conservateur         | Charles Taylor       | 35,425 | 59,54 | ' |
|               | Travailliste         | Reginald Groves      | 18,304 | 30,77 |   |
|               | Liberal              | Cecil Bate           | 5,766  | 9,69  |   |
| Majorité      | Majorité             | Majorité             | 17,121 | 28,78 |   |
| Participation | Participation        | Participation        |        | 85,08 |   |
|               | Conservateur retenir | Conservateur retenir | Swing  |       |   |

### Élections dans les années 1940
| Parti         | Parti                | Candidat              | Voix   | %     | ± |
| ------------- | -------------------- | --------------------- | ------ | ----- | - |
|               | Conservateur         | Charles Taylor        | 18,173 | 53,24 | ' |
|               | Travailliste         | Duncan Newman Smith   | 12,637 | 37,02 |   |
|               | Liberal              | John Stafford Gowland | 2,797  | 8,19  |   |
|               | Independent National | Reg Hipwell           | 524    | 1,54  |   |
| Majorité      | Majorité             | Majorité              | 5,536  | 16,22 |   |
| Participation | Participation        | Participation         |        | 77,35 |   |
|               | Conservateur hold    |                       |        |       |   |

### Élections dans les années 1930
| Parti | Parti             | Candidat       | Voix            | %               | ±               |
| ----- | ----------------- | -------------- | --------------- | --------------- | --------------- |
|       | Conservateur      | Charles Taylor | Sans opposition | Sans opposition | Sans opposition |
|       | Conservateur hold |                |                 |                 |                 |

| Parti | Parti             | Candidat       | Voix            | %               | ±               |
| ----- | ----------------- | -------------- | --------------- | --------------- | --------------- |
|       | Conservateur      | Charles Taylor | Sans opposition | Sans opposition | Sans opposition |
|       | Conservateur hold |                |                 |                 |                 |

| Parti | Parti             | Candidat    | Voix            | %               | ±               |
| ----- | ----------------- | ----------- | --------------- | --------------- | --------------- |
|       | Conservateur      | John Slater | Sans opposition | Sans opposition | Sans opposition |
|       | Conservateur hold |             |                 |                 |                 |

| Parti         | Parti                | Candidat             | Voix   | %     | ± |
| ------------- | -------------------- | -------------------- | ------ | ----- | - |
|               | Conservateur         | Edward Marjoribanks  | 31,240 | 85,31 | ' |
|               | Travailliste         | A.J. Marshall        | 5,379  | 14,69 |   |
| Majorité      | Majorité             | Majorité             | 25,861 | 70,62 |   |
| Participation | Participation        | Participation        |        | 71,86 |   |
|               | Conservateur retenir | Conservateur retenir | Swing  |       |   |

### Élections dans les années 1920
| Parti         | Parti                | Candidat                | Voix   | %    | ±    |
| ------------- | -------------------- | ----------------------- | ------ | ---- | ---- |
|               | Unioniste            | Edward Marjoribanks     | 18,157 | 49,9 | -8.5 |
|               | Travailliste         | R S Chatfield           | 8,204  | 22,5 | +5.6 |
|               | Liberal              | Clive Stuart Saxon Burt | 7,812  | 21,4 | -3.3 |
|               | Independent Unionist | P E Hurst               | 2,277  | 6,2  | n/a  |
| Majorité      | Majorité             | Majorité                | 9,953  | 27,4 | -6.3 |
| Participation | Participation        | Participation           | 36,450 | 74,5 |      |
|               | Unioniste retenir    | Unioniste retenir       | Swing  | -7.0 |      |

| Parti         | Parti             | Candidat           | Voix   | %    | ±     |
| ------------- | ----------------- | ------------------ | ------ | ---- | ----- |
|               | Unioniste         | Reginald Hall      | 12,741 | 58,4 | -9.5  |
|               | Liberal           | Harcourt Johnstone | 5,386  | 24,7 | +8.6  |
|               | Travailliste      | Thomas Williams    | 3,696  | 16,9 | +0.9  |
| Majorité      | Majorité          | Majorité           | 7,355  | 33,7 | -18.1 |
| Participation | Participation     | Participation      | 21,823 | 60,7 | -14.9 |
|               | Unioniste retenir | Unioniste retenir  | Swing  | -9.0 |       |

| Parti         | Parti             | Candidat          | Voix   | %     | ±     |
| ------------- | ----------------- | ----------------- | ------ | ----- | ----- |
|               | Unioniste         | George Lloyd      | 17,533 | 67,9  | +14.1 |
|               | Liberal           | J J Davies        | 4,168  | 16,1  | -30.1 |
|               | Travailliste      | D J Davis         | 4,138  | 16,0  | n/a   |
| Majorité      | Majorité          | Majorité          | 13,365 | 51,8  | +44.2 |
| Participation | Participation     | Participation     | 25,839 | 77,6  |       |
|               | Unioniste retenir | Unioniste retenir | Swing  | +22.1 |       |

| Parti         | Parti             | Candidat          | Voix   | %    | ±     |
| ------------- | ----------------- | ----------------- | ------ | ---- | ----- |
|               | Unioniste         | Rupert Gwynne     | 13,276 | 53,8 | -6.7  |
|               | Liberal           | Thomas Wiles      | 11,396 | 46,2 | +6.7  |
| Majorité      | Majorité          | Majorité          | 1,880  | 7,6  | -13.4 |
| Participation | Participation     | Participation     |        | 77,0 |       |
|               | Unioniste retenir | Unioniste retenir | Swing  | -6.7 |       |

| Parti         | Parti             | Candidat          | Voix   | %     | ±     |
| ------------- | ----------------- | ----------------- | ------ | ----- | ----- |
|               | Unioniste         | Rupert Gwynne     | 14,601 | 60,5  | -3.1  |
|               | Liberal           | Edward Duke       | 9,550  | 39,5  | +29.1 |
| Majorité      | Majorité          | Majorité          | 5,051  | 21,0  | -16.6 |
| Participation | Participation     | Participation     |        | 77,2  |       |
|               | Unioniste retenir | Unioniste retenir | Swing  | -16.1 |       |

### Élections dans les années 1910
| Parti                                                 | Parti             | Candidat                | Voix   | %     | ±     |
| ----------------------------------------------------- | ----------------- | ----------------------- | ------ | ----- | ----- |
| C                                                     | Unioniste         | Rupert Gwynne           | 11,357 | 63.6  | +5.3  |
|                                                       | Travailliste      | Thomas Burleigh Hasdell | 4,641  | 26,0  | N/A   |
|                                                       | Liberal           | Alfred John Callaghan   | 1,852  | 10,4  | −31.3 |
| Majorité                                              | Majorité          | Majorité                | 6,716  | 37,6  | +21.0 |
| Participation                                         | Participation     | Participation           | 17,850 | 59,8  | −23.4 |
|                                                       | Unioniste retenir | Unioniste retenir       | Swing  | +18.3 |       |
| C candidat approuvé par le gouvernement de coalition. |                   |                         |        |       |       |

Élection générale 1914/15:
Une autre élection générale devait avoir lieu avant la fin de 1915. Les partis politiques préparaient une élection et en juillet 1914, les candidats suivants avaient été sélectionnés;
- Unioniste: Rupert Gwynne
- Libéral:

| Parti              | Parti                | Candidat             | Voix   | %    | ±    |
| ------------------ | -------------------- | -------------------- | ------ | ---- | ---- |
|                    | Conservateur         | Rupert Gwynne        | 6,873  | 58,3 | −0.7 |
|                    | Liberal              | Hector Morison       | 4,920  | 41,7 | +0.7 |
| Majorité           | Majorité             | Majorité             | 1,953  | 16,6 | −1.4 |
| Participation      | Participation        | Participation        | 11,793 | 83,2 | −7.1 |
| Registre électeurs | Registre électeurs   | Registre électeurs   | 14,172 |      |      |
|                    | Conservateur retenir | Conservateur retenir | Swing  | −0.7 |      |

| Parti              | Parti                              | Candidat                           | Voix   | %     | ±     |
| ------------------ | ---------------------------------- | ---------------------------------- | ------ | ----- | ----- |
|                    | Conservateur                       | Rupert Gwynne                      | 7,553  | 59,0  | +11.8 |
|                    | Liberal                            | Hector Morison                     | 5,249  | 41,0  | −11.8 |
| Majorité           | Majorité                           | Majorité                           | 2,304  | 18,0  | N/A   |
| Participation      | Participation                      | Participation                      | 12,802 | 90,3  | +3.3  |
| Registre électeurs | Registre électeurs                 | Registre électeurs                 | 14,172 |       |       |
|                    | Conservateur vainqueur sur Liberal | Conservateur vainqueur sur Liberal | Swing  | +11.8 |       |

### Élections dans les années 1900
| Parti              | Parti                              | Candidat                           | Voix   | %    | ±    |
| ------------------ | ---------------------------------- | ---------------------------------- | ------ | ---- | ---- |
|                    | Liberal                            | Hubert Beaumont                    | 5,933  | 52,8 | +6.6 |
|                    | Conservateur                       | Lindsay Hogg                       | 5,303  | 47,2 | -6.6 |
| Majorité           | Majorité                           | Majorité                           | 630    | 5,6  | N/A  |
| Participation      | Participation                      | Participation                      | 11,236 | 87,0 | +5.2 |
| Registre électeurs | Registre électeurs                 | Registre électeurs                 | 12,913 |      |      |
|                    | Liberal vainqueur sur Conservateur | Liberal vainqueur sur Conservateur | Swing  | +6.6 |      |

| Parti              | Parti                | Candidat             | Voix   | %    | ±    |
| ------------------ | -------------------- | -------------------- | ------ | ---- | ---- |
|                    | Conservateur         | Lindsay Hogg         | 4,948  | 53,8 | +3.4 |
|                    | Liberal              | Thomas Seymour Brand | 4,254  | 46,2 | −3.4 |
| Majorité           | Majorité             | Majorité             | 694    | 7,6  | +6.8 |
| Participation      | Participation        | Participation        | 9,202  | 81,8 | +4.0 |
| Registre électeurs | Registre électeurs   | Registre électeurs   | 11,248 |      |      |
|                    | Conservateur retenir | Conservateur retenir | Swing  | +3.4 |      |

### Élections dans les années 1890
| Parti              | Parti                | Candidat             | Voix   | %    | ±    |
| ------------------ | -------------------- | -------------------- | ------ | ---- | ---- |
|                    | Conservateur         | Edward Field         | 4,139  | 50,4 | −2.0 |
|                    | Liberal              | Thomas Seymour Brand | 4,079  | 49,6 | +2.0 |
| Majorité           | Majorité             | Majorité             | 60     | 0,8  | −4.0 |
| Participation      | Participation        | Participation        | 8,218  | 77,8 | +0.9 |
| Registre électeurs | Registre électeurs   | Registre électeurs   | 10,563 |      |      |
|                    | Conservateur retenir | Conservateur retenir | Swing  | −2.0 |      |

| Parti              | Parti                | Candidat             | Voix   | %    | ±     |
| ------------------ | -------------------- | -------------------- | ------ | ---- | ----- |
|                    | Conservateur         | Edward Field         | 4,037  | 52,4 | −7.7  |
|                    | Liberal              | Thomas Seymour Brand | 3,674  | 47,6 | +7.7  |
| Majorité           | Majorité             | Majorité             | 363    | 4,8  | −15.4 |
| Participation      | Participation        | Participation        | 7,711  | 76,9 | +3.3  |
| Registre électeurs | Registre électeurs   | Registre électeurs   | 10,029 |      |       |
|                    | Conservateur retenir | Conservateur retenir | Swing  | −7.7 |       |

### Élections dans les années 1880
| Parti              | Parti                | Candidat             | Voix  | %    | ±     |
| ------------------ | -------------------- | -------------------- | ----- | ---- | ----- |
|                    | Conservateur         | Edward Field         | 3,760 | 60,1 | +9.6  |
|                    | Liberal              | James Clifton Brown  | 2,501 | 39,9 | −9.6  |
| Majorité           | Majorité             | Majorité             | 1,259 | 20,2 | +19.2 |
| Participation      | Participation        | Participation        | 6,261 | 73,6 | −9.4  |
| Registre électeurs | Registre électeurs   | Registre électeurs   | 8,504 |      |       |
|                    | Conservateur retenir | Conservateur retenir | Swing | +9.6 |       |

| Parti              | Parti                                  | Candidat              | Voix  | %    | ±   |
| ------------------ | -------------------------------------- | --------------------- | ----- | ---- | --- |
|                    | Conservateur                           | Edward Field          | 3,561 | 50,5 | N/A |
|                    | Liberal                                | George Ambrose Wallis | 3,497 | 49,5 | N/A |
| Majorité           | Majorité                               | Majorité              | 64    | 1,0  | N/A |
| Participation      | Participation                          | Participation         | 7,058 | 83,0 | N/A |
| Registre électeurs | Registre électeurs                     | Registre électeurs    | 8,504 |      |     |
|                    | Conservateur vainqueur (nouveau siège) |                       |       |      |     |

## Sources
- Résultats élections, 2005 (BBC)
- Résultats élections, 1997–2001 (BBC)
- Résultats élections, 1997–2001 (Election Demon)
- Résultats élections, 1983–1992
- Résultats élections, 1992–2005 (Guardian)
- Résultats élections, 1950–2001 (Keele University)
- The Times House of Commons 1945, The Times, 1945
- The Times House of Commons 1929, 1931, 1935, Politico's (reprint), 2003 (ISBN 1-84275-033-X)
- F. W. S. Craig, British parliamentary election results 1918–1949, Chichester, Parliamentary Research Services, 1983 (1re éd. 1969) (ISBN 0-900178-06-X)